# Sarbia
Pour les articles homonymes, voir Sarbia (homonymie).
Genre
Sarbia est un genre de lépidoptères de la famille des Hesperiidae, de la sous-famille des Pyrginae et de la tribu des Pyrrhopygini.

## Dénomination
Le genre Sarbia a été nommé par Edward Yerbury Watson (d) en 1893.

## Liste des espèces
Selon BioLib (2 septembre 2020) :
- Sarbia antias (C. & R. Felder, 1859) ; Brésil
- Sarbia catomelaena Mabille & Boullet, 1908 ; Brésil
- Sarbia curitiba Mielke & Casagrande, 2002 ; Brésil
- Sarbia damippe Mabille & Boullet, 1908 ; Brésil
- Sarbia oneka (Hewitson, 1866) ; Venezuela
- Sarbia pertyi (Plötz, 1879) ;  Brésil
- Sarbia soza Evans, 1951 ;  Brésil
- Sarbia xanthippe (Latreille, [1824]) ; Brésil[2].